# Vilhelm II av Tyskland
Vilhelm II (tyska Wilhelm II.; fullständigt namn Friedrich Wilhelm Victor Albert), född 27 januari 1859 i Berlin, död 4 juni 1941 i Doorn i Nederländerna, var tysk kejsare och den siste kungen av Preussen, från år 1888 till sin abdikation, år 1918.
Vilhelm II blev, som den siste preussiske kungen, symbol för Preussens militarism och förde en aktiv kolonialistisk expansionspolitik. Han tvingades abdikera i november 1918 under Tyska novemberrevolutionen på grund av missnöjet med stats- och militärledningen efter nederlaget i Första världskriget, och tvingades till exil i Nederländerna.

## Uppväxt

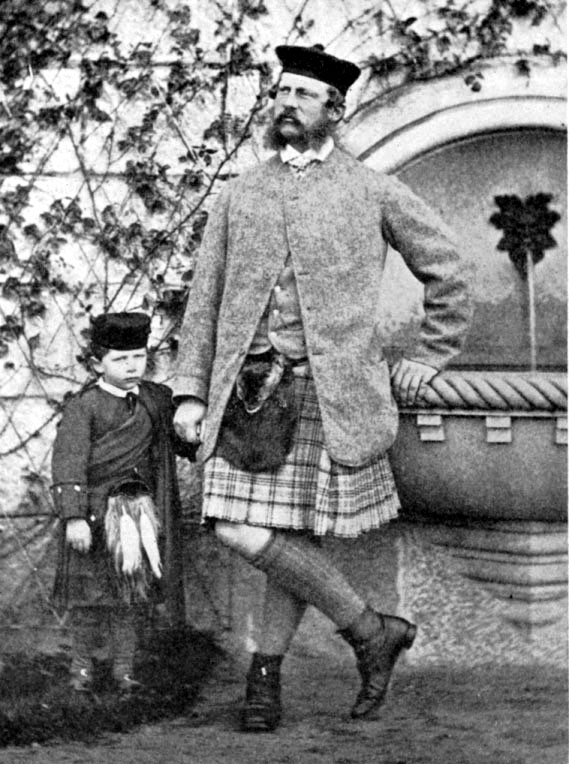
Vilhelm tillsammans med sin far Fredrik III på Balmoral Castle 1863.

Vilhelm föddes som äldste son till kronprins Fredrik och Viktoria av Storbritannien på Kronprinzenpalais i Berlin. Vid födseln skadades hans vänstra arm som livet igenom inte gick att röra fullt ut. Olika försök gjordes för att kurera den stela armen bland annat elchocker. Hans mor Viktoria var dotter till drottning Viktoria av Storbritannien. Vilhelm II var således barnbarn till drottning Viktoria och kusin med Prinsen av Wales, den blivande kung George V, vilken han umgicks mycket med, främst genom deras gemensamma intresse för segling.
Vilhelm fick en militärt präglad uppfostran under läraren Georg Ernst Hinzpeter. Hans förhållande till föräldrarna, särskilt den liberalt präglade modern, var spänt, medan han beundrade sin farfar Vilhelm I liksom sin mormor, den brittiska drottningen. Hela sitt liv kom kejsaren att ha en förhärligande hållning till det tyska och engelska. Han talade tyska och engelska lika väl och korresponderade livligt på engelska exempelvis med den ryske tsaren Nikolaj II.
Vilhelm har stundom påståtts ha lidit av häftiga humörsvängningar och hade ett antal nervsammanbrott under årens lopp, vilket dock inte finns substantiella belägg för. Fysiskt led han även av sin i princip obrukbara och något förkrympta vänsterarm (en förlossningsskada). Detta lyte dolde han gärna på foton men var annars inget han stack under stol med i umgängeslivet. Tvärtom framhävde han gärna att han exempelvis lärde sig rida med en arm. Han var obestritt en god ryttare, vilket det finns åtskilliga bildbevis för.

### Utbildning
Vilhelm tog studenten vid Friedrichsgymnasium i Kassel och började sin militära utbildning 1877. Han befordrades till kapten 1880. Han studerade vid Rheinische Friedrich-Wilhelms-Universität i Bonn 1877–1879. Han var fram till sitt trontillträde 1888 förordnad till olika regementen och blev generalmajor. Hans militära karriär avbröts av pauser då han utbildades i hur den civila förvaltningen fungerade.

## Kejsare (1888–1918)

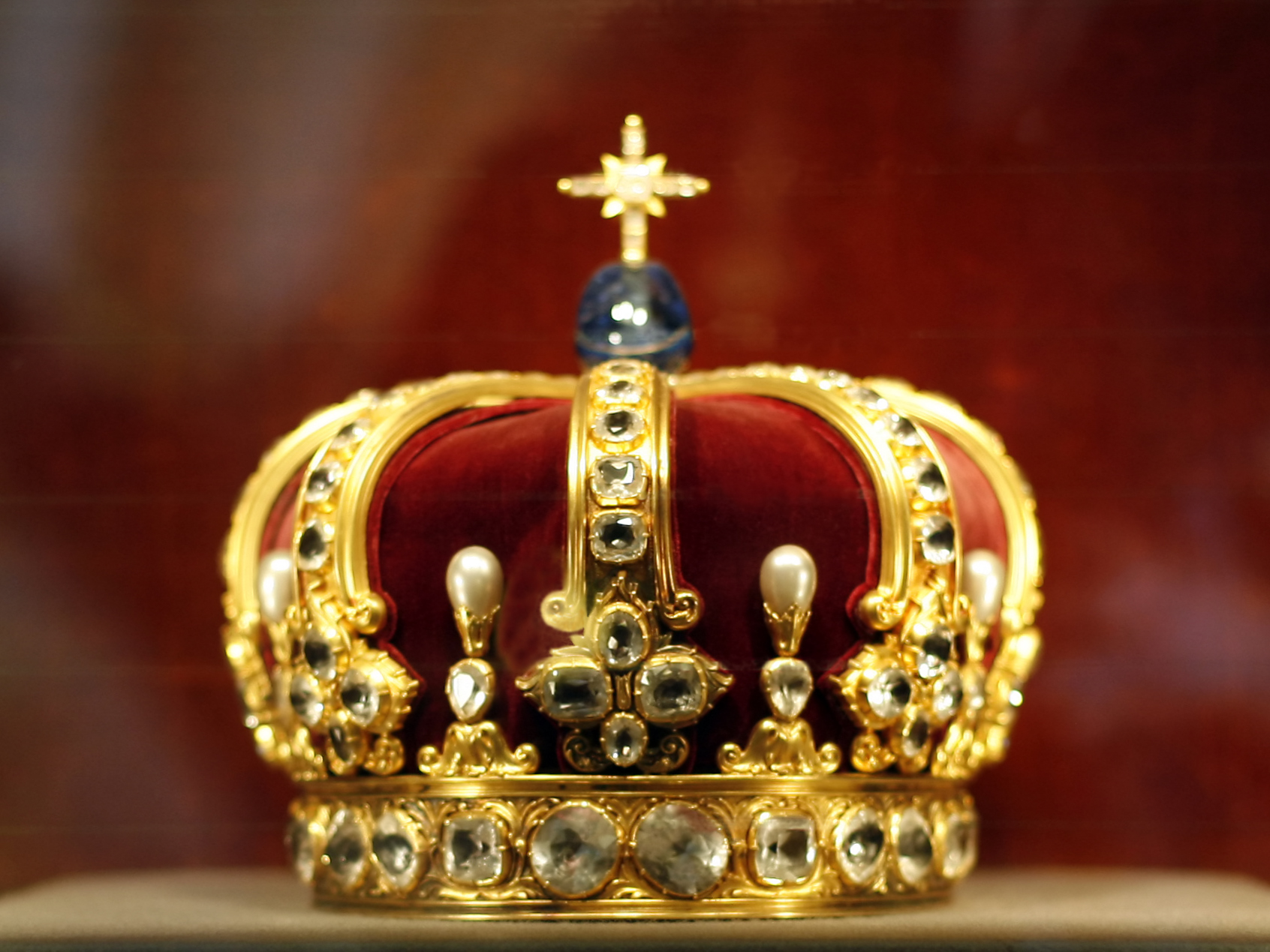
Vilhelm II:s krona som kung av Preussen. Han bar den dock aldrig.

När farfadern Vilhelm I avled tidigt år 1888 blev Vilhelm tronföljare till Preussen och det tyska kejsardömet. Då fadern, Fredrik III, var sjuk i strupcancer och avled sommaren samma år, blev Vilhelm tysk kejsare endast 29 år gammal. Av denna anledning har år 1888 gått till den tyska historien som trekejsaråret.

### Konflikt med Bismarck

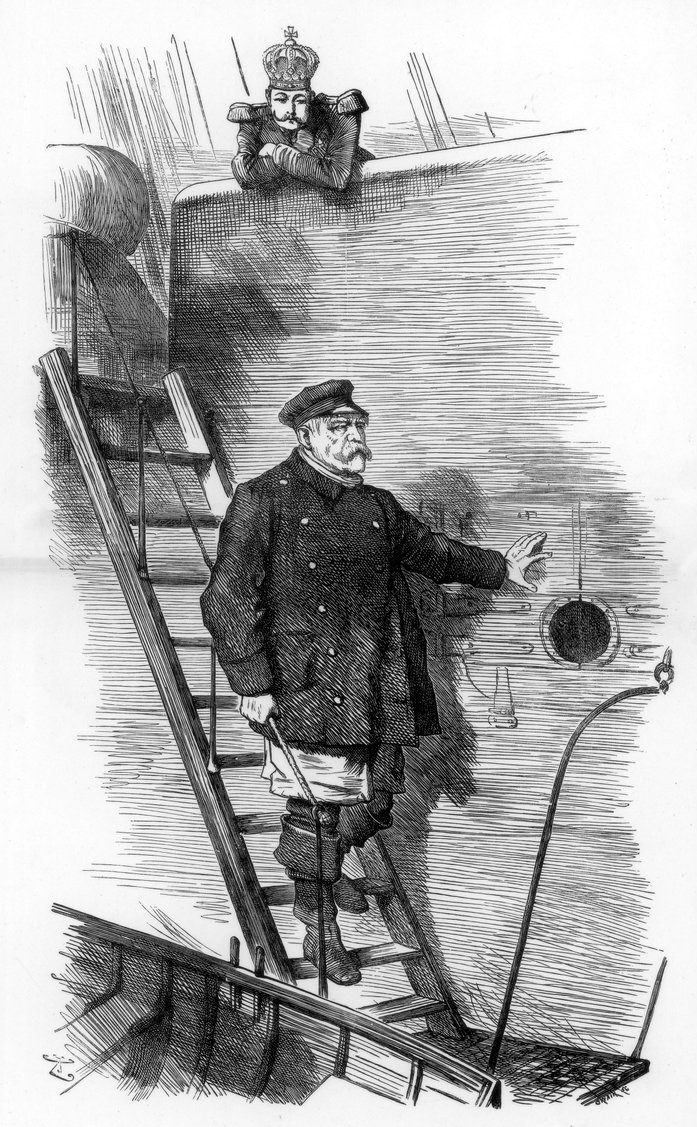
Dropping the Pilot, engelsk karikatyr från 1890 avbildar Bismarck som lots av det tyska statsskeppet som avfärdas av Vilhelm II.

Vilhelm kom som regent snart på kollisionskurs med sin forne idol, rikskanslern Otto von Bismarck. Deras mål var i mångt och mycket detsamma, men den unge kejsaren hade en stark antirysk inställning orsakad av den ryske tsaren Nikolaj II:s uppmuntringar till de sydslaviska folken inom Österrike-Ungern att resa sig på samma vis som ungrarna gjort 1848, vilka därigenom hade uppnått jämställdhet med de tysktalande inom detta rike. (Nikolaj II hade inte samma inställning till de icke-ryska slaver som bodde inom Rysslands gränser, det vill säga polacker, rutener och ukrainare, ej heller till icke-slaviska folk såsom finländare, letter och litauer).
Den unge kejsaren ville dessutom upphäva de så kallade socialistlagarna. Bismarck ogillade även all form av kolonisering, medan kejsaren ansåg att Tyskland hade samma rätt till afrikanska territorier som Frankrike, Storbritannien och Belgien med flera. Trots att Tyskland anlände sent till kapplöpningen om Afrika lyckades man skaffa sig kolonierna Tyska Kamerun, Tyska Sydvästafrika och Tyska Östafrika. Vilhelm II kom därför snart i allvarligt gräl med rikskanslern, och avskedade denne 1890 under tämligen bryska former. 
Efter Bismarcks fall leddes rikets politik av kejsar Vilhelm II själv. De högsta riksämbetsmännen hade visserligen kvar möjligheten att inverka återhållande eller modifierande på hans beslut, men de avgörande initiativen utgick alltid från kejsaren själv.
1904 till 1907 genomförde tyskarna folkmordet på herero- och namafolken i Tyska Sydvästafrika.

### Utrikespolitik

Kejsarens besök i Stockholm 1895.

I Storbritannien, Frankrike och Ryssland väckte Tysklands expansiva kolonialpolitik harm. Tyskland hade före Vilhelm II:s tid inte brytt sig om att skaffa kolonier och Afrika var nästan helt koloniserat av Frankrike, Storbritannien och Belgien och när Tyskland gav sig in kampen om nya kolonier (trots Bismarcks varningar) fanns inte mycket kvar åt dem. Under von Tirpitz ledning hade Tyskland kraftigt upprustat sin örlogsflotta, Kaiserliche Marine, vilket främst bekymrade Storbritannien. Storbritannien hade dock skäl att frukta även Frankrike, särskilt i Afrika där de båda ländernas intressen kolliderade.
Kejsaren var intelligent och bildad och kunde vara ytterst charmerande i umgängeslivet när han så ville. Emellertid kom han att bli mer känd för sina ofta klumpiga och burdusa uttalanden, sitt skrytsamma och överlägsna sätt samt inte minst för sina många uniformer. Hans märkliga uttalanden blev med tiden kända över hela Europa, bland annat då han 1908 gav en skandalartad intervju med Daily Telegraph där han talade fritt ur hjärtat. I intervjun angrep han bland annat England och sin morbror, Edvard VII. Tyska riksdagen riktade häftig kritik mot kejsaren efter detta.
Många historiker och andra bedömare har pekat på hur Vilhelm kanske kunde ha valt en annan väg om han haft bättre rådgivare. Som det nu blev var han ofta omgiven av smickrare eller inskränkt preussisk adel. Omkring 1906–1907 briserade en skandal då tidningsmannen Maximilian Harden påstod att flera personer vid hovet, bland annat Philipp av Eulenburg, samt en medlem av familjen Moltke, Kuno von Moltke, skulle vara homosexuella, vilket ledde till Eulenburgprocessen. Vilhelm II tvingades därefter bryta med dessa och fick nya rådgivare som förespråkade aggressivare utrikespolitik och upprustning. En av hans goda vänner var hans kusin, dåvarande Prinsen av Wales, den blivande brittiske kungen George V, vilken han stundom seglade med.

### Första världskriget

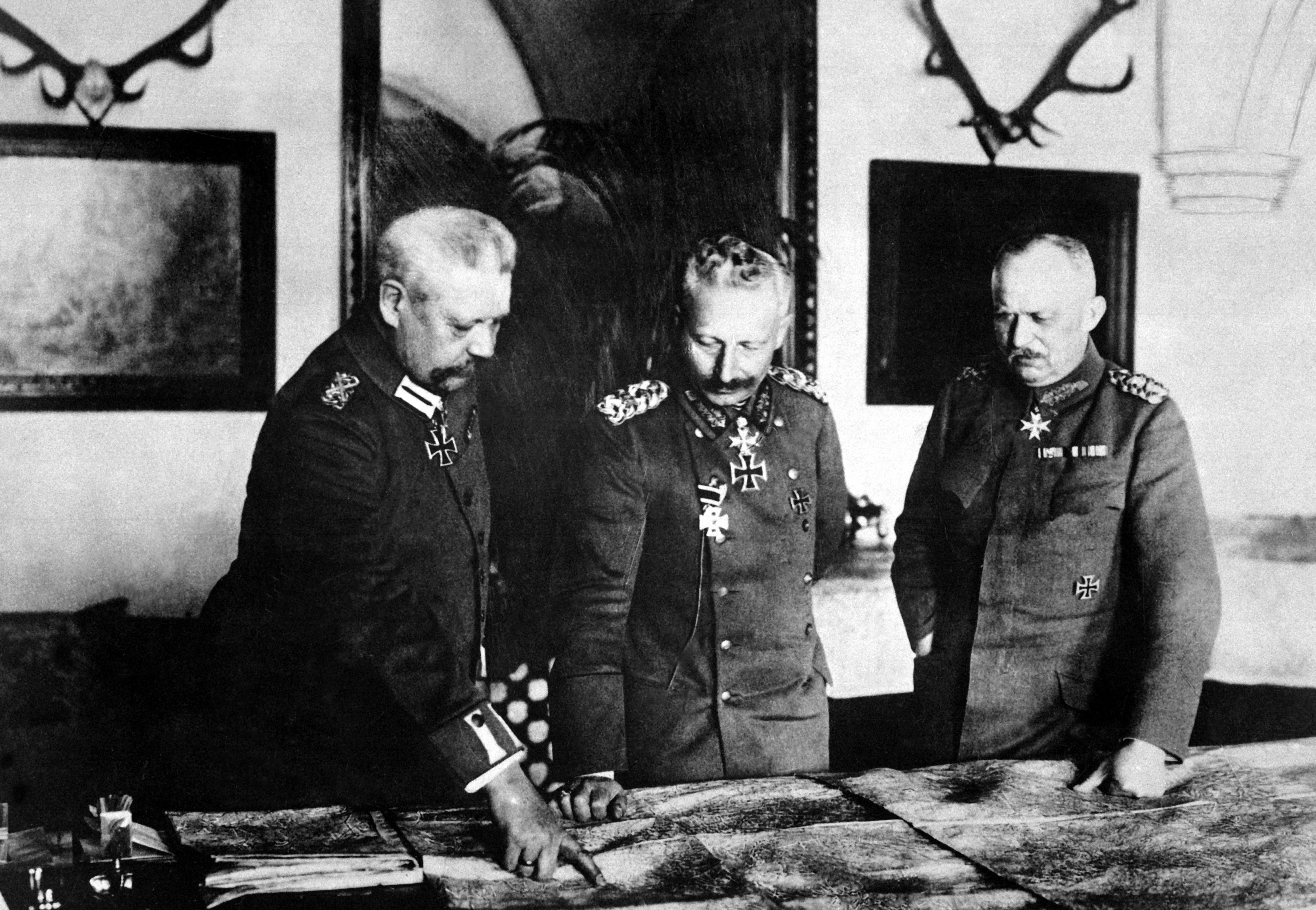
Vilhelm II med Paul von Hindenburg och Erich Ludendorff, den 8 januari 1917.

Kejsar Vilhelm II önskade aldrig krig under upptakten till första världskriget sommaren 1914. Bland annat "pustade han ut" när det serbiska svaret på Österrike-Ungerns ultimatum kom (så gjorde man även i London och Paris – men inte i Wien). När det stod klart att kejsaren inte kunde förhindra att hans allierade Österrike-Ungern drog ut i krig försökte han istället (om än tiden var knapp) begränsa konflikten mellan Österrike-Ungern och Serbien till ett tredje krig på Balkan. Men samma dag som Österrike-Ungern förklarade Serbien krig utlyste Serbiens allierade Ryssland partiell mobilisering (28 juli 1914). Han kunde av hänsyn till Österrike-Ungern inte i detta läge gå med på det brittiska förslaget på en fredskongress, men godtog likväl några av Storbritanniens krav. Två dagar senare utlyste Ryssland total mobilisering – och Frankrike besvarade en tysk fråga, "Skulle Frankrike förhålla sig neutralt i händelse av ett krig mellan Ryssland och Tyskland?" med svaret att "Frankrike förbehåller sig full handlingsfrihet". Frankrike, som stilla ruvat på revansch alltsedan förlusten i fransk-tyska kriget 1870–1871 hotade därmed Tyskland med ett tvåfrontskrig.
Efter dessa nyheter, den 30 juli 1914, ansåg sig kejsaren sig "inklämd" och framförde följande tal på eftermiddagen samma dag:
"Hänsynslöshet och svaghet kommer störta världen i det mest fruktansvärda krig, vilket syftar till att förgöra Tyskland. För det kan inte längre råda några tvivel: England, Frankrike och Ryssland har sammansvurit sig för att föra ett förintelsekrig mot oss."
Därefter överlät kejsaren själva krigföringen åt den tyska militärledningen, främst Helmuth von Moltke d.y.. Numera är antalet experter som anser att Vilhelm II verkligen önskade krig mycket få och de som anser detta förväxlar vanligen de planerade tyska åtgärderna i händelse av ett krig på två fronter med en avsikt att starta krig. Dessa planer byggde på Schlieffenplanen från 1905. För att undvika ett tvåfrontskrig planerade Tyskland att först besegra Frankrike (liksom Preussen hade gjort 1870) för att sedan hastigt transportera sina trupper österut mot Ryssland som behövde mer tid för att mobilisera sina trupper än Frankrike.
I slutet av augusti 1914 trängde två ryska arméer in i Ostpreussen. Dessa krossades med förvånansvärd snabbhet – och därefter hölls resten av första världskriget (på alla fronter) utanför tysk mark. Vid två tillfällen bytte Vilhelm II tysk överbefälhavare – först ersattes Helmuth von Moltke den yngre efter misslyckandet att omringa Paris hösten 1914 i slaget vid Marne. Moltke ersattes av Falkenhayn, som inte företog några offensiver på västfronten under hela 1915, men 1916 valde han ut forten vid Verdun som en anfallspunkt. Slaget vid Verdun var Tysklands andra offensiv på västfronten och om den hade lyckats hade Frankrike hotats av en katastrof. Men efter misslyckandet att nå ett avgörande i detta slag ersattes även Falkenhayn av Paul von Hindenburg mot slutet av 1916. Denne startade inga offensiver i väster, men säkrade segern i öster. Efter att Ryssland lidit många nederlag mot Tyskland utbröt den ryska revolutionen och Lenins och Trotskijs nya Sovjetryssland slöt freden i Brest-Litovsk 1918 med tyskarna. Därigenom skapades bland annat den första fria polska staten på 125 år. Vilhelm II stred inte för att utöka rikets gränser, blott behålla dem. Finland och Ukraina fick tysk hjälp mot den sovjetryska Röda armén under det ryska inbördeskriget.
Efter att USA hade gått med i kriget på ententens sida i april 1917 började amerikanska soldater tämligen långsamt anlända till Frankrike. Först sommaren 1918 sattes de in i strid.
Tyskland var 1918 klara för sin tredje offensiv i väster, våroffensiven, denna gång ledd av Fältmarskalk Paul von Hindenburg och hans stabschef General Erich Ludendorff. Men den mängd soldater som flyttats från öst- till västfronten uppvägde bara kortvarigt de amerikanska trupperna, som blivit många och var både vältränade och välmotiverade.
Efter en månads framgångar sommaren 1918 stannade kriget tillfälligt upp och nu var den tyska vänsterflygeln ovanligt svag och blottad. I slutet av juli startade ententen sin motoffensiv, hundradagarsoffensiven, vari de amerikanska trupperna visade sig ovärderliga. Den 8 augusti 1918, den tyska arméns svarta dag, visade sig för första gången panik och oordnad reträtt i större skala inom den tyska armén. Tyskarna lyckades dock stabilisera fronten – och i det läget meddelade general Ludendorff kejsaren att Tyskland troligen inte förmådde vinna kriget och rekommenderade honom att söka vapenstillestånd i enlighet med Wilsondoktrinen, de 14 punkter för fred som den amerikanske presidenten Woodrow Wilson ställt upp i ett tal inför den amerikanska kongressen i januari 1918.

### Abdikation

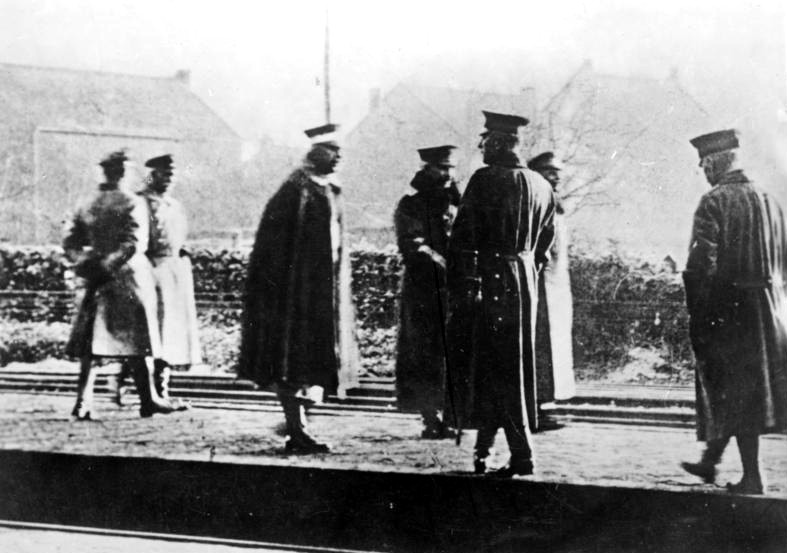
Kejsaren på väg mot exilen 1918.

Så länge kriget gått bra hade tyska folket stått ut med brist på varor och så vidare, men när det i oktober 1918 började komma illavarslande rapporter från västfronten och särskilt efter bundsförvanten Österrike-Ungerns hastiga sammanbrott, började delar av befolkningen kräva kejsarens abdikation. 29 oktober började den tyska novemberrevolutionen med ett myteri av matroser i Kiel. Snart stod det klart att Tysklands ledning inte längre hade kontrollen över sina väpnade styrkor. Den 9 november 1918 abdikerade slutligen Vilhelm II för både sin egen och sin sons räkning och slog sig ner i Nederländerna. Efter att prins Max av Baden försökt rädda någon form av monarki, men misslyckats, överlämnade denne makten till socialdemokraterna, vilka utropade en republik samma dag.
Två dagar senare – den 11 dagen i den 11:e månaden 1918 exakt kl. 11:00 avslutades det första världskriget, utan att någon utländsk trupp tågat in på någon del av kejsarriket Tyskland. Så föddes dolkstötslegenden, enligt vilken Tyskland gick obesegrat ur första världskriget trots de väpnade styrkornas sammanbrott och att alla Tysklands allierade slagits ut ur kriget.
Vid fredsförhandlingarna i Versailles sommaren 1919 blev president Wilson sjuk vilket gav den tyskhatande franske konseljpresidenten Georges Clemenceau möjlighet att lägga till ett stort antal punkter som Tyskland högst sannolikt aldrig skulle ha accepterat innan vapenstilleståndet och som helt och hållet stred mot Wilsondoktrinen och president Wilsons tal från januari 1918. Värst av Clemenceaus tillägg var troligen att Tyskland och Vilhelm II gavs hela skulden för kriget, samt det ofantliga krigsskadestånd Tyskland skulle betala Frankrike (inte Belgien) ända fram till år 1981.

## Exilen 1918–1941

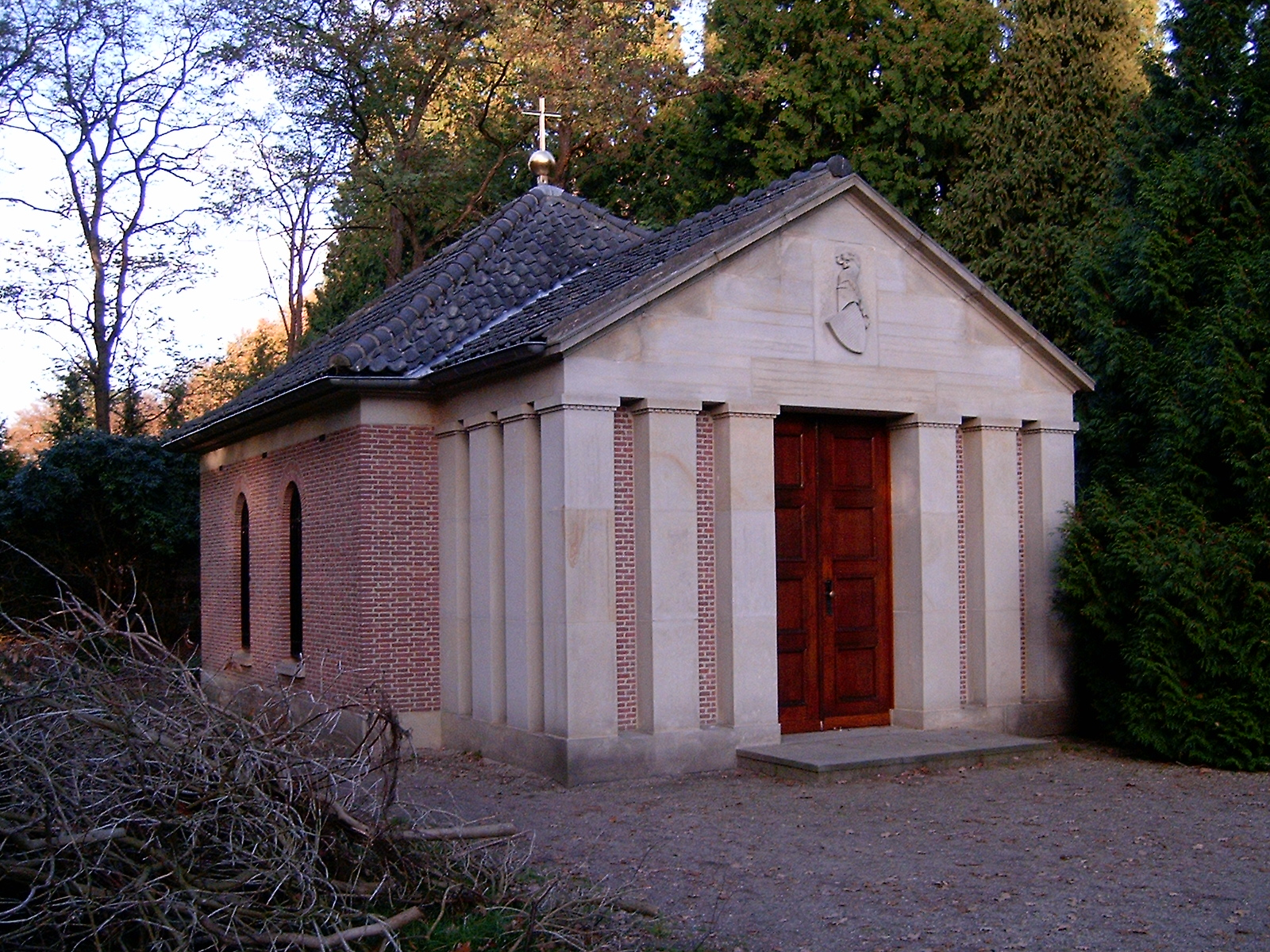
Vilhelm II:s mausoleum i Doorn.

Den 11 november 1918 klockan elva, le jour de trois onze ("de tre elvornas dag" – den elfte i elfte klockan elva), undertecknades stilleståndsavtalet mellan de krigande parterna i marskalk Fochs järnvägsvagn i Compiègneskogen i Frankrike. Vilhelm II befann sig då sedan ett par dagar i Nederländerna. Därefter levde han på sitt gods, Huis Doorn, till sin död. Han ägnade återstoden av sitt liv åt att bland annat skriva sina memoarer. Flera av ententeländerna begärde under Versaillesförhandlingarna att Nederländerna skulle lämna ut Vilhelm så att han skulle kunna ställas inför rätta för krigsförbrytelser, men den nederländska drottningen Vilhelmina vägrade.
Efter den tyska västoffensiven 1940, då Nederländerna ockuperades av Tyskland, placerades hedersvakter snabbt ut vid den före detta kejsarens bostad. Vilhelm hade ett distanserat förhållande till den nazistiska regimen i Tyskland (vilken han en gång benämnde "Senapsrepubliken", då den var "stark och brun") men gratulerade i ett telegram ändå Adolf Hitler efter segern över Frankrike 1940. Hitler, som enbart varit en korpral i den kejserliga armén, sände den 24 juni 1940 ett personligt svarstelegram till "Hans Majestät Kejsar Wilhelm". Hitler ska senare ha befallt att hedersvakten skulle dras bort från bostaden.
Vilhelm II dog i stillhet 4 juni 1941 och ligger begravd i ett mausoleum på sitt gods i Nederländerna. Varje juni öppnas portarna för dem som vill hedra minnet av den avlidne kejsaren.

## Familj
Gift 

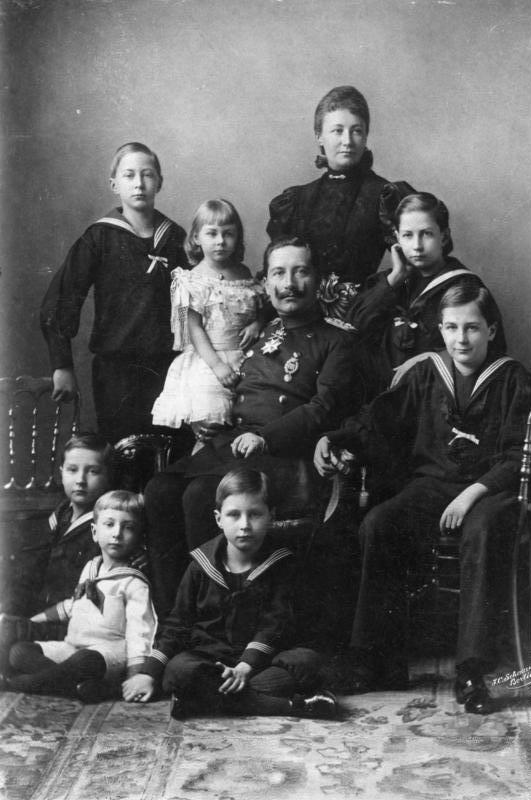
Kejsar Vilhelm med familj på 1890-talet.

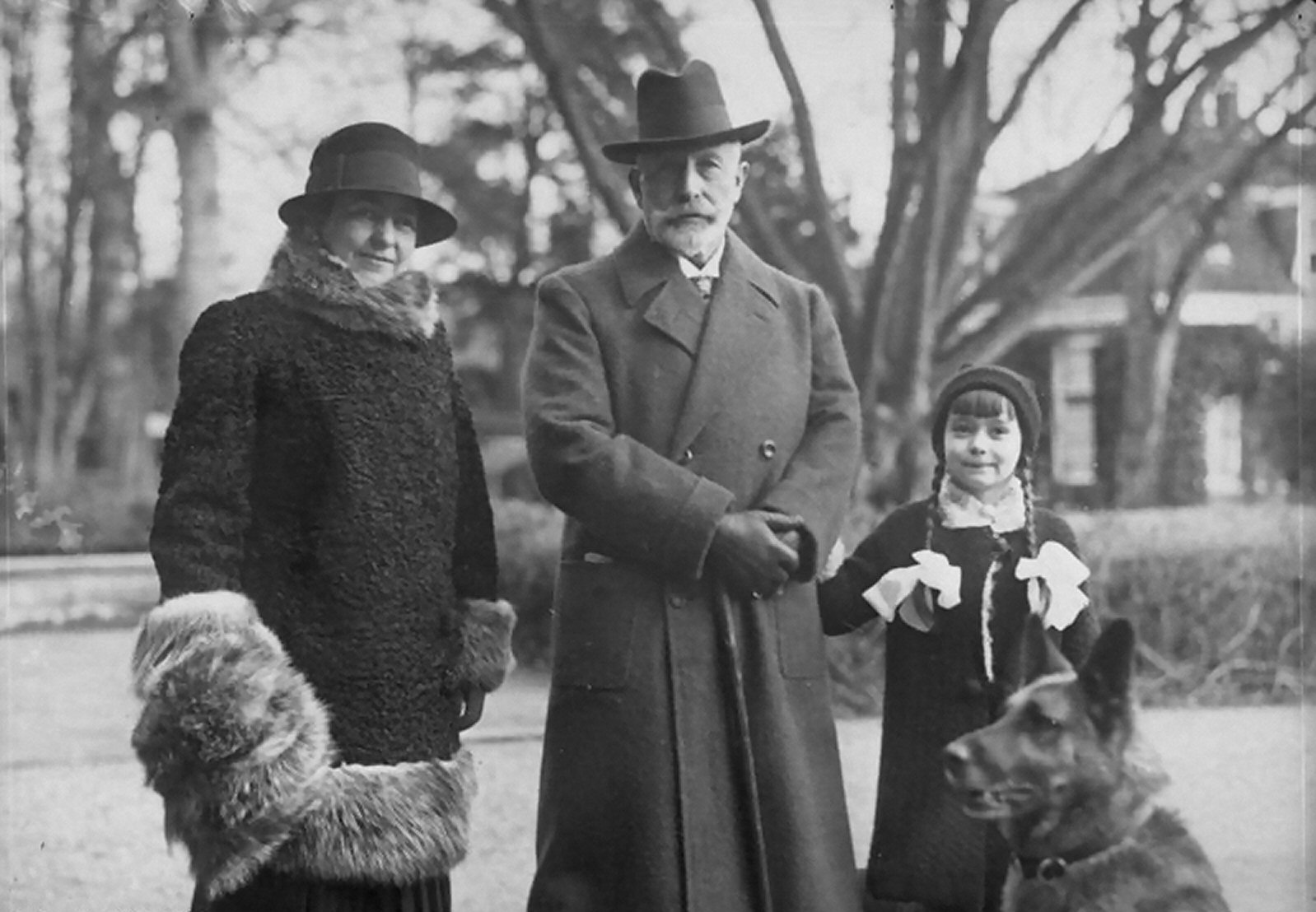
Vilhelm II med sin andra fru Hermine och ett av hennes barn från ett tidigare äktenskap i Doorn.

1. 27 februari 1881 med Auguste Viktoria av Schleswig-Holstein-Sonderburg-Augustenburg (född 22 oktober 1858, död 1921). Barn:
  1. Vilhelm, kronprins av Preussen (1882–1951)
  2. Eitel Fredrik av Preussen (1883–1942)
  3. Adalbert av Preussen (1884–1948)
  4. August Vilhelm av Preussen (1887–1949)
  5. Oskar av Preussen (1888–1958)
  6. Joakim av Preussen (1890–1920)
  7. Viktoria Luise (1892–1980)
2. 1922 med Hermine av Schönaich-Carolath, född prinsessa av Reuss (1887–1947); inga barn.

## Anfäder
|                                    |  |  |  |  |  |  |  |                                        |  |  |  |  |  |  |  |                                            |  |  |  |  |  |  |  | Fredrik Vilhelm III av Preussen (1770–1840)             |
|                                    |  |  |  |  |  |  |  |                                        |  |  |  |  |  |  |  |                                            |  |  |  |  |  |  |  |                                                         |
|                                    |  |  |  |  |  |  |  |                                        |  |  |  |  |  |  |  | Vilhelm I av Tyskland (1797–1888)          |  |  |  |  |  |  |  |                                                         |
|                                    |  |  |  |  |  |  |  |                                        |  |  |  |  |  |  |  |                                            |  |  |  |  |  |  |  |                                                         |
|                                    |  |  |  |  |  |  |  |                                        |  |  |  |  |  |  |  |                                            |  |  |  |  |  |  |  | Louise av Mecklenburg-Strelitz (1776–1810)              |
|                                    |  |  |  |  |  |  |  |                                        |  |  |  |  |  |  |  |                                            |  |  |  |  |  |  |  |                                                         |
|                                    |  |  |  |  |  |  |  | Fredrik III av Tyskland (1831–1888)    |  |  |  |  |  |  |  |                                            |  |  |  |  |  |  |  |                                                         |
|                                    |  |  |  |  |  |  |  |                                        |  |  |  |  |  |  |  |                                            |  |  |  |  |  |  |  |                                                         |
|                                    |  |  |  |  |  |  |  |                                        |  |  |  |  |  |  |  |                                            |  |  |  |  |  |  |  | Karl Fredrik av Sachsen-Weimar (1783–1853)              |
|                                    |  |  |  |  |  |  |  |                                        |  |  |  |  |  |  |  |                                            |  |  |  |  |  |  |  |                                                         |
|                                    |  |  |  |  |  |  |  |                                        |  |  |  |  |  |  |  | Augusta av Sachsen-Weimar (1811–1890)      |  |  |  |  |  |  |  |                                                         |
|                                    |  |  |  |  |  |  |  |                                        |  |  |  |  |  |  |  |                                            |  |  |  |  |  |  |  |                                                         |
|                                    |  |  |  |  |  |  |  |                                        |  |  |  |  |  |  |  |                                            |  |  |  |  |  |  |  | Maria Pavlovna av Ryssland (1786–1859)                  |
|                                    |  |  |  |  |  |  |  |                                        |  |  |  |  |  |  |  |                                            |  |  |  |  |  |  |  |                                                         |
| Vilhelm II av Tyskland (1859–1941) |  |  |  |  |  |  |  |                                        |  |  |  |  |  |  |  |                                            |  |  |  |  |  |  |  |                                                         |
|                                    |  |  |  |  |  |  |  |                                        |  |  |  |  |  |  |  |                                            |  |  |  |  |  |  |  | Ernst I av Sachsen-Coburg-Gotha (1784–1844)             |
|                                    |  |  |  |  |  |  |  |                                        |  |  |  |  |  |  |  |                                            |  |  |  |  |  |  |  |                                                         |
|                                    |  |  |  |  |  |  |  |                                        |  |  |  |  |  |  |  | Albert av Sachsen-Coburg-Gotha (1819–1861) |  |  |  |  |  |  |  |                                                         |
|                                    |  |  |  |  |  |  |  |                                        |  |  |  |  |  |  |  |                                            |  |  |  |  |  |  |  |                                                         |
|                                    |  |  |  |  |  |  |  |                                        |  |  |  |  |  |  |  |                                            |  |  |  |  |  |  |  | Louise av Sachsen-Gotha-Altenburg (1800–1831)           |
|                                    |  |  |  |  |  |  |  |                                        |  |  |  |  |  |  |  |                                            |  |  |  |  |  |  |  |                                                         |
|                                    |  |  |  |  |  |  |  | Viktoria av Storbritannien (1840–1901) |  |  |  |  |  |  |  |                                            |  |  |  |  |  |  |  |                                                         |
|                                    |  |  |  |  |  |  |  |                                        |  |  |  |  |  |  |  |                                            |  |  |  |  |  |  |  |                                                         |
|                                    |  |  |  |  |  |  |  |                                        |  |  |  |  |  |  |  |                                            |  |  |  |  |  |  |  | Prins Edvard, hertig av Kent och Strathearn (1767–1820) |
|                                    |  |  |  |  |  |  |  |                                        |  |  |  |  |  |  |  |                                            |  |  |  |  |  |  |  |                                                         |
|                                    |  |  |  |  |  |  |  |                                        |  |  |  |  |  |  |  | Viktoria I av Storbritannien (1819–1901)   |  |  |  |  |  |  |  |                                                         |
|                                    |  |  |  |  |  |  |  |                                        |  |  |  |  |  |  |  |                                            |  |  |  |  |  |  |  |                                                         |
|                                    |  |  |  |  |  |  |  |                                        |  |  |  |  |  |  |  |                                            |  |  |  |  |  |  |  | Viktoria av Sachsen-Coburg-Saalfeld (1786–1861)         |
|                                    |  |  |  |  |  |  |  |                                        |  |  |  |  |  |  |  |                                            |  |  |  |  |  |  |  |                                                         |

## Titulatur
Vilhelm II:s fullständiga titulatur som monark var tysk kejsare, kung av Preussen, markgreve av Brandenburg, borggreve till Nürnberg, greve till Hohenzollern, suverän och överste hertig av Schlesien liksom till grevskapet Glatz, storhertig av Niederrhein och Posen, hertig till Sachsen, Westfalen och Engern, till Pommern, Lüneburg, Holstein och Schleswig, till Magdeburg, Bremen, Geldern, Kleve, Jülich och Berg, suverän även över venderna och kasjuberna, till Krossen, Lauenburg, Mecklenburg, lantgreve till Hessen och Thüringen, markgreve över övre och nedre Lausitz, prins av Oranien, furste till Rügen, till Ostfriesland, till Paderborn och Pyrmont, till Halberstadt, Münster, Minden, Osnabrück, Hildesheim, till Verden, Kammin, Fulda, Nassau och Mörs etcetera.

Serafimerorden vapen

## Ordnar och utmärkelser

### Ordnar

#### Preussiska ordnar och medaljer
- Preussiska Svarta örns orden (1869/1877)
- Preussiska kronans förtjänstorden (1901, grundare)
- Preussiska Röda örns orden (1869)
- Preussiska kronorden (1869)
- Hohenzollerska husorden
- Pour le Mérite (1915)
- Wilhelmsorden (1896, grundare)
- Jerusalemkorset (1898, grundare)
- Järnkorset (1914/1916)

#### Tyska ordnar
- Albrekt Björnens husorden (1884)
- Husorden Fidelitas (1877)
- Berthold I av Zähringens orden (1877)
- Militär-Karl-Friedrich-Verdienstorden (1914)
- Sankt Hubertusorden (1881)
- Max-Josefsorden (1914)
- Henrik Lejonets orden (1881)
- Hansakorset (Bremen) (1917)
- Hansakorset (Hamburg) (1917)
- Ludvigorden (1884)
- Hansakorset (Lübeck) (1917)
- Vendiska kronans orden
- Sachsiska Rautenkroneorden (1877)
- Vita Falkens orden (1877)
- Württembergska kronorden (1877)

#### Utländska ordnar

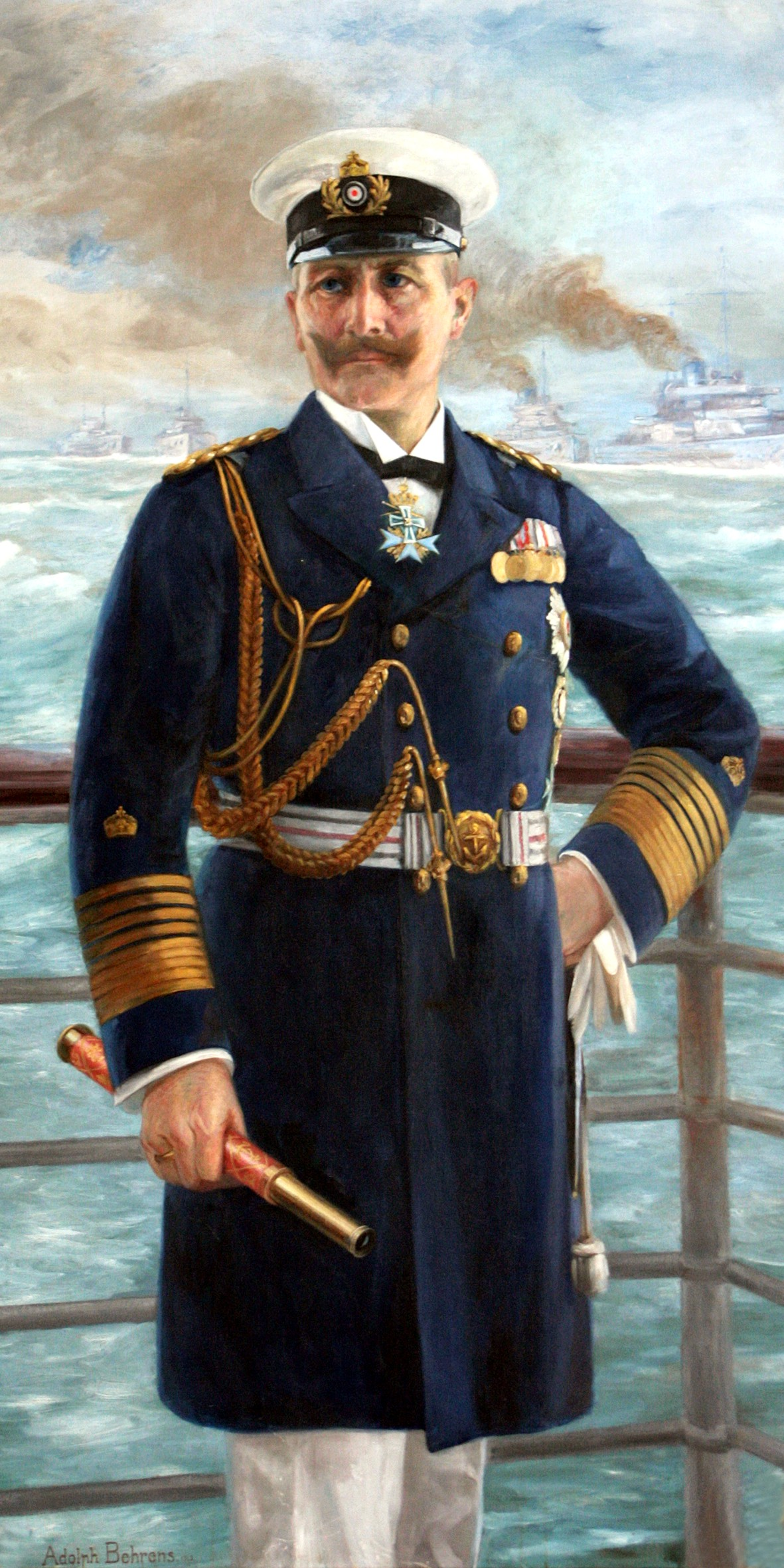
Kejsar Vilhelm II i uniform som storamiral i Kejserliga marinen. Målning av Adolph Behrens (1913).

- Leopoldsorden (1884)
- Södra korsets orden (1877)
- Sankt Alexanderorden (1877)
- Sankt Kyrillos och Sankt Methodios orden (1912)
- Militära förtjänstorden (1916)
- Elefantorden (1879)
- Frihetskorsets orden (1918)
- Frälsarens orden
- Kamehameha I:s orden (1881)
- Annunziataorden (1873)
- Sankt Mauritius- och Lazarusorden (1873)
- Krysantemumorden (1894)
- Malteserorden
- Militära Wilhelmsorden (1889)
- Nederländska Lejonorden (1877)
- Oranienhusorden (1905)
- Riddare av Norska Lejonorden (1904)[6]
- Storkorset av Den Kungliga Norska Sankt Olavs orden (1888)[6]
- Osmanié-orden
- Utmärkelseorden
- Tugraorden (1917)
- Rumänska Stjärnans orden (1877)
- Sankt Andreas orden (1872)
- Alexander Nevskijorden (1872)
- Vita örnens orden (1872)
- Sankt Annas orden (1872)
- Sankt Stanislausorden (1872)
- San Marino orden (1884)
- Takovoorden (1877)
- Maha Chakriorden (1891)
- Siamesiska kronorden (1877)
- Gyllene skinnets orden (1875)
- Strumpebandsorden (1877-1915)
- Victoriaorden (1899-1915)
- Riddare av Serafimerorden (25 april 1878)[7] tilldelad kedjan 1888.[6]
- Kommendör med stora korset med kedja av Vasaorden (1909)[8]
- Bolivars bysts orden (1905)
- Maria-Teresiaorden (1914)
- Sankt Stefansorden (1872)

### Militära hedersbetygelser
- Generalfältmarskalk i Tyska hären (1888, ex officio)
- Storamiral i Kejserliga marinen (1888, ex officio)

- Amiral à la suite i Danska flottan (2 april 1903)[9]
- Amiral à la suite i Kejserliga ryska flottan
- Fältmarskalk à la suite i Kejserliga ryska armén (1888)[10]
- Admiral of the Fleet à la suite i Brittiska flottan (2 augusti 1889)[11]
- Fältmarskalk à la suite i Brittiska armén (27 januari 1901)[12]
- Amiral à la suite i Svenska flottan (1888)[13]
- General à la suite i Svenska armén (1908)[14]
- Fältmarskalk à la suite i Österrike-Ungerns armé (4 maj 1900)
- Storamiral à la suite i Österrike-Ungerns flotta (22 februari 1917)

## Kejsaren i modern populärkultur
- I den amerikanska propaganda filmen The Kaiser, the Beast of Berlin från 1918 spelas Vilhelm av Rupert Julian
- I den brittiska TV-serien Fall of Eagles från 1974 spelas Vilhelm av Barry Foster.
- I TV-filmen På västfronten intet nytt från 1979 gestaltas kejsaren av Denys Graham.
- I Filmen The Red Baron från 2008 spelas Vilhelm av Ladislav Frej.
- I den brittisk-amerikanska dramafilmen The Exception från 2016 spelas Vilhelm av Christopher Plummer.
- En karikatyr av kejsar Vilhelm dyker upp i den amerikanska komediserien The Simpsons, då röstad av Dan Castellaneta.